# Lutherische Orthodoxie
Der Begriff lutherische Orthodoxie bezeichnet eine theologiegeschichtliche
Phase der Konsolidierung der lutherischen Theologie im Anschluss an die Wirren der Reformationszeit, ungefähr von 1580 bis 1730. Besonders kennzeichnend für diese Epoche ist die Ausbildung eines lutherischen Lehrsystems und die Publikation zahlreicher dogmatischer Systeme. Häufig wurde der lutherischen Orthodoxie vorgeworfen, sie führe die evangelische Theologie in die Scholastik zurück. Zwar brachte die lutherische Theologie dieser Zeit auch ein Wiederaufleben der aristotelischen Metaphysik mit sich, ihrem Wesen nach verstand sie sich aber immer, auch in ihrer dogmatischen Form, als Auslegung der Heiligen Schrift bzw. als Hilfe zu ihrem Verstehen. Die Person und die Lehre Martin Luthers sind zwar ein wichtiger Referenzpunkt, sind aber nicht unhinterfragte theologische Autorität. In der theologischen Argumentation wird erstaunlich selten auf Luther verwiesen. Vielmehr sind es erst die Gegner der Orthodoxie, die sich später stets auf Luther beziehen.
Man unterteilt diese theologiegeschichtliche Epoche in drei Abschnitte: Frühorthodoxie (1580–1600), Hochorthodoxie (1600–1685) und Spätorthodoxie (1685–1730). Die Zeit zwischen dem Tod Martin Luthers (1546) und der Publikation der Konkordienformel (1580) wird gelegentlich auch als Vororthodoxie bezeichnet oder aber als Teil der Frühorthodoxie behandelt.

## Vor- und Frühorthodoxie (1546–1600)
Nach dem Tod Martin Luthers im Jahre 1546 fehlte der lutherischen Theologie die einigende Autorität des Reformators. Infolgedessen kam es bald zu theologischen Flügelkämpfen zwischen dem Reformator und Weggefährten Martin Luthers Philipp Melanchthon und seinen Anhängern (von den Gegnern als Philippisten diffamiert) auf der einen Seite, und denen, die meinten, dass Melanchthon mit seiner Position vom ursprünglichen Weg Luthers abweiche. Tatsächlich hatte sich Melanchthon schon zu Luthers Lebzeiten von dessen Abendmahlslehre distanziert, freilich ohne dies Luther selbst wissen zu lassen. Die Anhänger der Position Luthers machten sich die ursprünglich polemisch gemeinte Bezeichnung als Gnesiolutheraner (von gr. gnesios = eigentlich) zu eigen.

### Der zweite Abendmahlsstreit
Der Streit um das Abendmahlsverständnis war in erster Linie ein Streit zwischen Lutheranern und Reformierten. Er brach schon 1544, also noch vor Luthers Tod, erneut aus (Zweiter Abendmahlsstreit). Eine Kirchengemeinschaft mit den Reformierten galt den Lutheranern aufgrund der Differenzen im Abendmahlsverständnis als unmöglich. Der Streit war zunächst deutliches Zeichen der zunehmenden Konfessionalisierung innerhalb des evangelischen Lagers. 1552 griff der Gnesiolutheraner Joachim Westphal die reformierte Lehre erneut scharf an und forderte die lutherischen Theologen zu einer deutlichen Distanzierung von der reformierten Lehre auf. Ins Zentrum der Kritik geriet nun Philipp Melanchthon, dem man vorwarf, den Reformierten zu weit entgegenzukommen. Melanchthon war gezwungen, sich 1557 öffentlich von der reformierten Abendmahlslehre zu distanzieren, obwohl Calvin sich intensiv um eine Verständigung mit den Lutheranern um Melanchthon bemüht hatte. Der Abendmahlsstreit blieb der Hauptgrund der scharfen Verurteilungen der reformierten Lehre durch die Lutheraner bis weit in das 17. Jahrhundert hinein. In der Königsberger Schlosskirche wurde beim sonntäglichen Kirchengebet laut die Bitte vorgetragen: „… und behüt uns, Gott, vor dem calvininistischen Gift.“

### Der interimistische/adiaphoristische Streit
Kaiser Karl V. zwang den Protestanten nach seinem Sieg im Schmalkaldischen Krieg 1547 das Augsburger Interim auf. Die Protestanten mussten sich nun mit der katholischen Übermacht arrangieren. In den Leipziger Artikeln, die Melanchthon im Auftrag des Kurfürsten Moritz von Sachsen verfasste, kam man der katholischen Seite daher in Angelegenheiten des äußeren Ritus weit entgegen. Melanchthon betrachtete die äußeren Riten und Gebräuche der Kirche als dogmatisch und theologisch nicht heilsrelevant, als Adiaphora (Mitteldinge). Dies machte ihm die sich nun bildende Gruppe der Gnesiolutheraner um Nikolaus von Amsdorf und Matthias Flacius Illyricus zum Vorwurf und brandmarkte Melanchthon und seine Anhänger als Adiaphoristen. Die Gnesiolutheraner formulierten pointiert: „Nihil est adiaphoron in casu confessionis & scandali“ – „Es gibt keine Adiaphora im Bekenntnis- und Konfliktfall“. Da in der Situation des Interims die Existenz des wahren Glaubens auf dem Spiel stehe, gelte es, den wahren Glauben ohne jeden Kompromiss zu bekennen. Für die Position Melanchthons verhängnisvoll war, dass er auch solche äußeren Riten als Adiaphora kennzeichnete, die ihrem dogmatisch-theologischen Gehalt nach problematisch waren, wie z. B. das Fronleichnamsfest, das mit einer Anerkennung der katholischen Abendmahlslehre verbunden ist. Durch die starke Annäherung an die katholischen Machthaber hatte Melanchthon seine Autorität innerhalb des lutherischen Lagers schwer erschüttert.

### Der osiandrische Streit um die Rechtfertigungslehre
Der osiandrische Streit wurde durch die Rechtfertigungslehre von Andreas Osiander, Reformator in Nürnberg, ausgelöst. Er behauptete 1550/51, die Rechtfertigung des Menschen vor Gott bestehe darin, dass Christus als ewiges Wort Gottes im Menschen real präsent sei und der Mensch so durch die Gerechtigkeit Christi gerecht werde. Die lutherische Mehrheit (diesmal unter der Federführung Melanchthons) warf Osiander vor, die Grenze zwischen Rechtfertigung und Heiligung zu verwischen und daher zu lehren, dass der Mensch vor Gott durch seine guten Werke gerecht werde. Das war eine grobe Verzeichnung der Position Osianders. Dem stellten sie ein rein imputatives Verständnis der Rechtfertigung entgegen: In der Rechtfertigung werde dem Menschen die Gerechtigkeit Christi angerechnet (lat. imputare) und im Gegenzug werden seine Sünden Christus angerechnet. Für die auf ihn übertragenen Sünden erleide Christus am Kreuz die Strafe Gottes. Dieses imputative Verständnis der Rechtfertigung wurde zur Standardlehre der lutherisch-orthodoxen Theologie.

### Der majoristische Streit um die guten Werke
Georg Major, Wittenberger Theologieprofessor und Schüler Philipp Melanchthons, löste diesen Streit mit seiner These aus, dass die guten Werke zur Seligkeit des Christen notwendig seien. Dies rief auf Seiten der Kritiker wiederum Überreaktionen hervor. So behauptete Nikolaus von Amsdorf in Kritik an Major, dass die guten Werke zur Seligkeit schädlich seien. Die Konkordienformel verwarf am Ende beide Positionen.

### Der synergistische Streit um die Willensfreiheit (1556–1560)
Die Vorgeschichte dieses Streits reicht bis ins Jahr 1535 zurück. In diesem Jahr bereits hatte Melanchthon die These aufgestellt, dass der freie Wille des Menschen neben dem äußeren Wort der Verkündigung und der inneren Wirkung des Heiligen Geistes eine dritte Ursache der Bekehrung sei. Wiederholt wurde diese Behauptung auch 1547/48 in den Leipziger Artikeln. Die Kritik der Gnesiolutheraner wurde aber erst durch den Leipziger Johann Pfeffinger hervorgerufen. Amsdorf und Flacius warfen ihm einen Rückfall in die scholastische Theologie vor. Flacius operierte in seiner Kritik allerdings selber mit den Begriffen der scholastischen Anthropologie und verstieg sich dabei zu der Aussage, dass die Erbsünde die Substanz des Menschen sei. Dies brachte ihm wiederum den Vorwurf des Manichäismus ein.

### Die Konkordienformel als Einigungswerk
Durch die zahlreichen theologischen Streitigkeiten wurde die einheitliche Front der Lutheraner immer mehr in Frage gestellt. Dies machte auch von politischer Seite her eine Einigung nötig. So kam es unter der theologischen Federführung von Jakob Andreae in der Zeit von 1574 bis 1580 zu einem theologischen Einigungsprozess, der allerdings nicht ohne politischen Druck ablief. Die verschiedenen Artikel der Konkordienformel (1577) lösen die behandelten Streitigkeiten jeweils eindeutig auf: Im Blick auf das Abendmahlsverständnis wurde die Realpräsenz Christi in, mit und unter Brot und Wein festgeschrieben und in der Christologie die Communicatio idiomatum in den drei von Martin Chemnitz erstmals dargestellten genera (genus apotelesmaticum, genus idiomaticum und genus maiestaticum) entfaltet. Die Behauptung, dass die Erbsünde die Substanz des Menschen sei, wurde abgelehnt, eine klare begriffliche Entfaltung der Gegenposition hat die lutherische Orthodoxie allerdings nie erreicht. Die Unfreiheit des Willens im Blick auf die Heilswahl wurde festgeschrieben, die guten Werke gelten hier als Frucht der Rechtfertigung, die nicht ursächlich für das ewige Leben notwendig seien. Lediglich die Frage nach dem sogenannten dritten Gebrauch des Gesetzes (tertius usus legis), also die Frage danach, inwieweit das göttliche Gesetz für die Glaubenden im Kontext der Heiligung Geltung besitzt, wurde nicht eindeutig beantwortet. Spätere Vertreter der lutherischen Orthodoxie haben ihn allerdings gelehrt.

### Wichtige Vertreter und ihre Werke
- Martin Chemnitz (1522–1586): Loci theologici, 1591 posthum
- Matthias Hafenreffer (1561–1619), Tübingen: Loci theologici, 1601
- Ägidius Hunnius der Ältere (1550–1603): Libelli IIII de persona Christi eiusque ad dextram Dei sedentis divina maiestate, 1585
- Datenbank zu den Kontroversen 1548–1577/80[3]

## Die Hochorthodoxie (1600–1685)

### Theologischer Aristotelismus
Am Anfang der Hochorthodoxie stand der Hofmannsche Streit um das Verhältnis von Theologie und Philosophie um 1600. Der Helmstedter Daniel Hofmann vertrat die Position, dass in der Theologie und der Philosophie nicht dasselbe wahr sei, es also eine doppelte Wahrheit gäbe. Demgegenüber setzte sich die u. a. auch von Johann Gerhard vertretene Position der einfachen Wahrheit durch: Es gebe nur eine Wahrheit in Philosophie und Theologie. Wenn die Philosophie eine reine Philosophie (philosophia sobria) sei, gerate sie mit der Theologie nicht in Widerspruch. Die Folge war der verstärkte Wiedereinzug philosophischer Methoden in die lutherische Theologie. Infolgedessen erlebte der Aristotelismus in der Zeit der lutherischen Orthodoxie eine Renaissance und es kam zu einer Intensivierung und Erweiterung des philosophischen und analytischen Instrumentariums. In voller Weite kam es erstmals bei Johann Gerhard in seinen Loci Theologici (1610–1622) zur Geltung. Gerhards Werk kennzeichnet zugleich den Beginn der großen systematischen theologischen Entwürfe, die bis heute maßgeblich das Bild der Hochorthodoxie prägen. Die Konzentration auf diese systematischen Entwürfe führt allerdings zu einer einseitigen Wahrnehmung dieser Epoche, denn die Systeme entwickelten sich aus einer regen Lehr- und Disputationstätigkeit. Die Phase der Hochorthodoxie ist auch eine Zeit der wissenschaftlichen Blüte der lutherischen Theologie und Philosophie.

### Von der Loci-Methode zum analytischen Ordo
Während Johann Gerhard seine Loci Theologici noch nach der Loci-Methode organisierte, wie sie von Philip Melanchthon eingeführt worden war, setzte sich infolge des Aristotelismus der sogenannte analytische Ordo als Organisationsprinzip zunehmend durch. Die Loci-Methode reihte die wichtigsten Themen, die sich aus dem biblischen Stoff ergaben, aneinander, um so eine Zusammenfassung der Lehre der Bibel zu geben. Jeder biblische Text bekam so seinen Ort (locus) in einem theologischen Themenzusammenhang.
Der Aristoteliker Giacomo Zabarella hatte im Anschluss an die aristotelische Philosophie zwischen zwei wissenschaftlichen Ordnungsprinzipien unterschieden, dem ordo compositivus für die spekulativen Wissenschaften, die es mit dem unveränderlichen Seienden zu tun haben, und dem ordo resolutivus für die praktischen Wissenschaften, die es mit dem veränderlichen Seienden zu tun haben. Zabarella hatte dabei zwar nicht die Theologie im Blick, der reformierte Theologe Bartholomäus Keckermann übernahm jedoch die Organisationsstruktur des ordo resolutivus für die Theologie, die er als praktische Wissenschaft in Analogie zur Medizin versteht: So wie es der Medizin um das körperliche Heil des Menschen gehe, so gehe es der Theologie um das geistliche Heil des Menschen. Keckermann sprach nicht mehr vom ordo resolutivus, sondern vom ordo analyticus bzw. dem analytischen ordo. Während sich dieses Ordnungsprinzip in der reformierten Theologie nicht durchsetzen konnte, nahmen es die Vertreter der lutherischen Orthodoxie auf. Der erste war der von der Orthodoxie skeptisch betrachtete Georg Calixt (Helmstedt), zum Durchbruch verhalf diesem Ordnungsprinzip Calixts größter Kontrahent Abraham Calov (Wittenberg).
Der ordo analyticus nimmt seinen Ausgangspunkt bei der Bestimmung des Zwecks (finis), geht über zum Gegenstand (subiectum) und endet mit einer Betrachtung der Mittel (media) bzw. Prinzipien (principia), die zum Erreichen des Zwecks nötig sind. Die theologischen Zuordnungen variierten, v. a. im dritten Teil. Als Zweck der Theologie galten in der Regel Gott und die Schau Gottes (fruitio Dei), Gegenstand sei der sündige Mensch, über den sich Gott erbarme. Im dritten Teil kam es zu den stärksten Variationen: Während Calov noch zwischen Ursachen (Christus, Kirche), Mitteln (Wort und Sakrament) und Modus des Heils (Zueignung des Heils durch den Heiligen Geist) unterschied, kannte Quenstedt nur Prinzipien (Prädestination durch den Vater, Errettung durch Christus, Zueignung des Heils durch den Geist) und Mittel (Wort und Sakrament) des Heils. Verschiedene Lehrstücke ließen sich in dem Schema nur schwer unterbringen, wie z. B. die gesamte Lehre von den letzten Dingen (Eschatologie).

### Wichtige Vertreter und ihre Werke
- Leonhard Hutter (1563–1616), Wittenberg: Compendium locorum theologicorum, 1610
- Jakob Martini (1570–1649), Wittenberg: Institutionum Logicarum libri VII, 1610
- Balthasar Meisner (1587–1626), Wittenberg: Philosophia sobria, 1611
- Johann Gerhard (1582–1637), Jena: Loci theologici, 9 Bände, 1610–1622
- Nikolaus Hunnius (1586–1643), Lübeck: Epitome credendorum oder Inhalt christlicher Lehre. 1625 u. ö.
- Johann Konrad Dannhauer (1603–1666), Straßburg: Hodosophia christiana, 1649
- Johann Friedrich König (1619–1664), Rostock: Theologia positiva acroamatica, 1664
- Abraham Calov (1612–1686), Wittenberg: Systema locorum theologicorum, 1655–1677
- Johann Andreas Quenstedt (1617–1688), Wittenberg: Theologia didactico-polemica sive Systema Theologicum, 1685
- Johann Deutschmann (1625–1706), Wittenberg: Discussio anatomias Augustanae Confessionae, 1662

## Die Spät- und Reformorthodoxie (1650–1730)
Die ersten Ausläufer von Rationalismus und Frühaufklärung setzten am Ende des 17. Jahrhunderts der lutherischen Theologie stark zu. Mit der zunehmenden Kritik an der Bibel als Autorität in Glaubensfragen ihrer Grundlage beraubt, durch den Niedergang des aristotelischen Weltbilds methodisch in die Enge getrieben, und durch die aufblühende Frömmigkeit des Pietismus in ihrer religiösen Glaubwürdigkeit bestritten, nahmen die Legitimationsprobleme für die lutherische Orthodoxie überhand.
Innerhalb der lutherischen Theologie entstand schon um die Mitte des 17. Jahrhunderts die sogenannte Reformorthodoxie, die bemüht war, die theologische Reflexion der lutherisch orthodoxen Theologie in Auseinandersetzung mit dem staatlichen Absolutismus und im Ringen um eine Erneuerung des sittlichen Lebens in den Gemeinden zu vertiefen. Die Theologie sollte auch die persönliche Frömmigkeit stärken. Die Predigten nahmen mehr und mehr den persönlichen Glauben in den Blick, die Erbauungsliteratur erlebte innerhalb der orthodoxen Theologie einen Aufschwung. Die Reformorthodoxie knüpfte inhaltlich auch an die Erbauungsliteratur und mystisch geprägte Theologie von Johann Arndt sowie am englischen Puritanismus an, dessen Schriften damals in Deutschland weit verbreitet waren. Ihre wichtigsten Vertreter waren u. a. Heinrich Müller, Theophil Großgebauer und Christian Scriver. Der Pietismus hat zwar in gewisser Weise an der Reformorthodoxie angeknüpft, tatsächlich aber in seiner Lehre die lutherische Orthodoxie dann verlassen.
Die Spätorthodoxie ist vor allem durch eine Abwehrbewegung gegen den Pietismus und später gegen die Aufklärung geprägt. Führende Gegner des Pietismus waren Johann Friedrich Mayer, Erdmann Neumeister und Valentin Ernst Löscher, der auch den Kampf gegen die frühe Aufklärung anführte. Auch gegen Ende des 17. Jahrhunderts entstanden noch größere Systeme, etwa das Compendium theologiae positivae (1686) von Johann Wilhelm Baier. Am Ende standen dann aber selbst die Vertreter der lutherischen Orthodoxie nicht mehr auf den methodischen und prinzipiellen Grundlagen, die einst die lutherische Orthodoxie kennzeichneten. Als das letzte große dogmatische Werk der lutherischen Orthodoxie in dieser Phase gilt das Examen theologicum acroamaticum (1707) von David Hollaz. Die Institutiones Theologiae Dogmaticae (1723) von Johann Franz Buddeus waren zwar ihrer äußeren Form nach noch stark an der lutherischen Orthodoxie orientiert, in zahlreichen inhaltlichen Ausführungen zeigt sich aber bereits deutlich der Einfluss von Pietismus und Aufklärung.
Eine weitere lutherisch-orthodoxe Bewegung im ausgehenden 17. und frühen 18. Jahrhundert war gegen Theater und Schauspiel gerichtet: Die als unsittlich und unmoralisch geltenden, seit Ende des Dreißigjährigen Kriegs aufgekommenen umherziehenden Schauspieltruppen wurden von Eucharistie und Beichte grundsätzlich ausgeschlossen. Lutherische Vertreter dieses Theaterstreits waren etwa der Magdeburger Diakon und Prediger Johann Joseph Winckler (* 23. Dezember 1670 in Luckau; † 11. August 1722 in Leipzig), der sich bei der Verdammung von Komödiantentruppen auf den Kirchenvater Johannes Chrysostomos berief; sowie Johann Melchior Goeze, welcher im Hamburgischen Theaterstreit Streitschriften und Erwiderungen gegen den Dichter Gotthold Ephraim Lessing oder die Theaterleiterin Catharina Velten schrieb.

## Nachgeschichte
Das Neuluthertum des 19. Jahrhunderts knüpfte in mancher Hinsicht an die lutherische Orthodoxie an, vor allem an ihre Hochschätzung der Bekenntnisschriften. Teilweise wiederholte sich die Frontstellung der Spätorthodoxie gegen die Aufklärung. So kam es bei manchen Vertretern zu einer Wiederbelebung der Verbalinspirationslehre, die auch für die evangelikale Bewegung leitend wurde. Weder sie noch der lutherische Konfessionalismus können aber als einfache Fortsetzung angesehen werden.